# Кобылкино (Двиницкое сельское поселение)
Кобы́лкино — деревня в Сокольском районе Вологодской области России.
Входит в состав Двиницкого сельского поселения, с точки зрения административно-территориального деления — в Двиницкий сельсовет.
Расстояние по автодороге до районного центра Сокола — 40,5 км, до центра муниципального образования Чекшина — 2,5 км. Ближайшие населённые пункты — Козлово, Вязовое, Пыхмарево.
По переписи 2002 года население — 1 человек.